# یابوونوویتس
یابوونوویتس (به لاتین: Jabłonowiec) یک روستا در لهستان است که در گمینا ترویانوو واقع شده‌است.